# Cascade Niagara
Die Cascade Niagara (nicht zu verwechseln mit den Niagarafällen in Nordamerika) ist ein Wasserfall, der von den Wassern des Flusses Sainte-Suzanne auf der französischen Insel Réunion im Indischen Ozean gespeist wird.

## Beschreibung
Er liegt auf dem Gemeindegebiet von Sainte-Suzanne und hat eine Höhe von rund 25 Metern. Der Fluss ergießt sich an dieser Stelle in ein Becken, das eine beliebte Badestelle ist.

## Nachweise
1. ↑  Ile de la Réunion Tourisme (IRT) (Memento des Originals vom 11. Februar 2017 im Internet Archive)  Info: Der Archivlink wurde automatisch eingesetzt und noch nicht geprüft. Bitte prüfe Original- und Archivlink gemäß Anleitung und entferne dann diesen Hinweis.(französisch), abgerufen am 8. Februar 2017